# Под прицелом (фильм, 1996)
«Под прицелом» (англ. Silent Trigger) — американский боевик 1996 года режиссёра Рассела Малкэхи. В главных ролях — Дольф Лундгрен и Джина Беллман. Фильм рассказывает о снайпере и корректировщице: Лундгрен играет бывшего киллера, цель которого — убить объект из заброшенного небоскрёба, Беллман — его напарницу.

## Сюжет
Действие фильма происходит в недостроенном небоскрёбе, который герои называют «технодерьмом».
Снайпер Ваксман работает на «Агентство» — секретную государственную организацию США, управляемую «Координатором», которого никто никогда не видел. Однажды Ваксман заколебался на задании, не смог убить очередную цель (женщину-политика). «Агентство» попыталось уничтожить снайпера, однако затем решило вновь использовать его. Его наблюдатель — Клэгг — девушка-спецагент, обладающая решительностью киллера и многими навыками. Именно она была на том самом задании вместе с Ваксманом, где её чуть не убили спецназовцы «Агентства». Она уже много лет не видела своего бывшего напарника. Клэгг проникнет в здание небоскрёба под видом проверяющего от владельцев небоскрёба, а Ваксман — через брешь в ограждении. В здании находятся также два охранника — О’Хара и Кляйн. О’Хара подозревает что-то неладное, его напарник относительно спокоен. Ваксман и Клэгг вновь встретились в небоскрёбе — на новом задании. Их новая мишень — это автомобиль, который должен проехать по шоссе утром. Если в этот раз снайперы не выполнят задание, то «Агентство» уничтожит их.

## В ролях
| Актёр              | Роль                          |
| ------------------ | ----------------------------- |
| Дольф Лундгрен     | Ваксман                       |
| Джина Беллман      | Клэгг                         |
| Конрад Данн        | «координатор», он же охранник |
| Кристофер Хейердал | второй охранник               |